# Standerdmolen van Urmond
De standerdmolen van Urmond is een standerdmolen in het Limburgse Urmond (gemeente Stein). Het bouwwerk bevindt zich in een parkje in de wijk Urmond-Oost.
De molen werd in de Franse tijd gebouwd in Urmond door Egidius Bauduin, welke een gefortuneerd reder was. Urmond was eeuwenlang een belangrijke Maashaven. Ze zijn in 1803 gestart met de bouw en deze was in 1805 gereed. In 1884 is de molen verkocht aan Peter Nicolaas Strijkers, burgemeester van Urmond en zijn broer Adolf.
In 1927 verkochten ze de molen aan Willem Wirtz, een molenaar uit Nieuwstadt, die in hetzelfde jaar een woning met opslagruimte op het molenerf liet bouwen. Dit is het huidige Party Centrum de Molenhof. Drie jaar later verkocht hij zijn nieuwe bezittingen aan Laurens Storms te Sittard. Deze bouwde in 1932 tegen de zijgevel een maalderij, waarin een enkele maalstoel met een benzinemotor werd geplaatst. De windmolen liet hij herstellen. In 1964 verkocht Storms de molen aan de gemeente Urmond.
Kort na de Tweede Wereldoorlog werd de molen, die geen oorlogsschade had geleden, stilgezet waardoor de staat snel achteruit ging. In 1952 werd het herstel begroot op 7000 gulden. In 1953 werd deze gerestaureerd door de Vereniging De Hollandsche Molen. De molen werd weer in bedrijf gesteld, men kon weer gaan malen. Dit ging echter niet zonder problemen. In 1957 raakte een wiektop de grond als gevolg van de slechte staat van de molenas. Dit betekende het definitieve einde van de molen als maalwerktuig. Storms had voor de kostbare vervanging van de as geen geld meer over. Het verval deed weer zijn intrede en bovendien leed de molen enige mijnschade.
In 1964 werd de molen met de bijbehorende opstallen en gronden door de gemeente Urmond aangekocht voor de verwezenlijking van het uitbreidingsplan De Bramert. In 1971-1973 werd de molen opnieuw gerestaureerd, waaronder een nieuwe houten as. In 2002-2003 werd het aswiel zorgvuldig hersteld en in 2005 werd de ophekking (het houtwerk van de wieken) grotendeels vernieuwd.
Momenteel draait deze molen nog geregeld. Er wordt dan soms nog gemalen, echter het meel is niet voor consumptie bestemd.